# Автомат перекоса

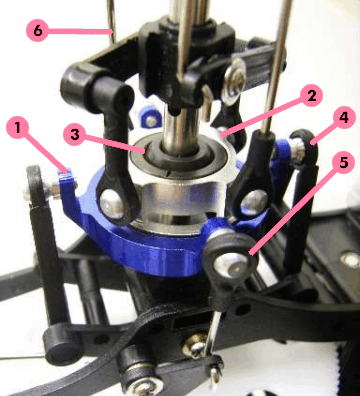
Автомат перекоса на радиоуправляемой модели вертолёта: 1 — невращающаяся внешняя тарелка (синяя); 2 — вращающаяся вместе с винтом внутренняя тарелка (металл); 3 — шаровая опора (качающий подшипник); 4 — тяга управления тангажом; 5 — тяга управления креном; 6 — тяги, идущие к лопастям несущего винта.

Динамика лопастей, их тяг и внутренней тарелки во время их вращения. Система координат вращается вместе с винтом (при этом внешняя, невращающаяся тарелка, передающая отклонение внутренней, в данной схеме не отображена).

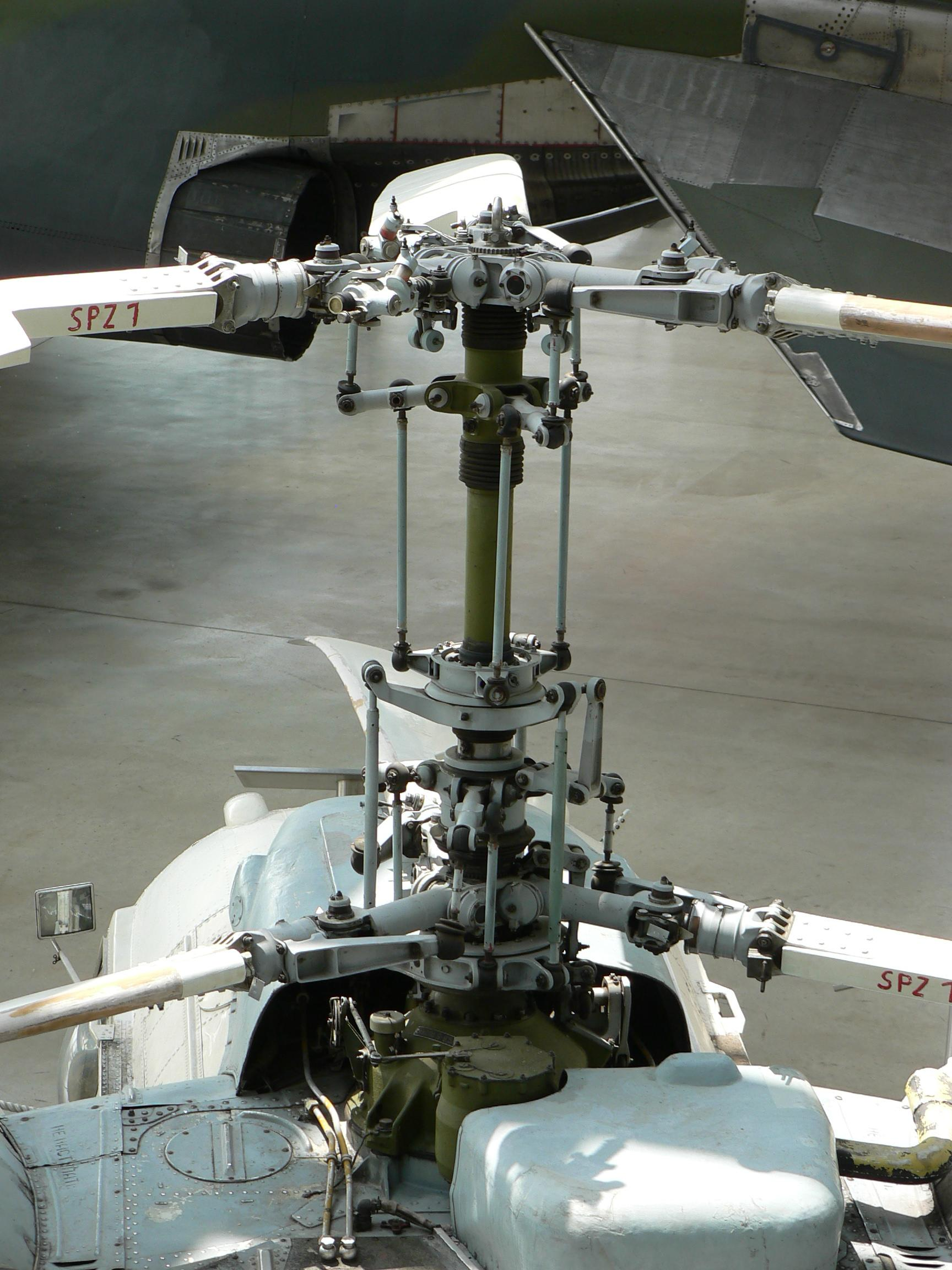
Ротор вертолёта Ка-26 соосной схемы

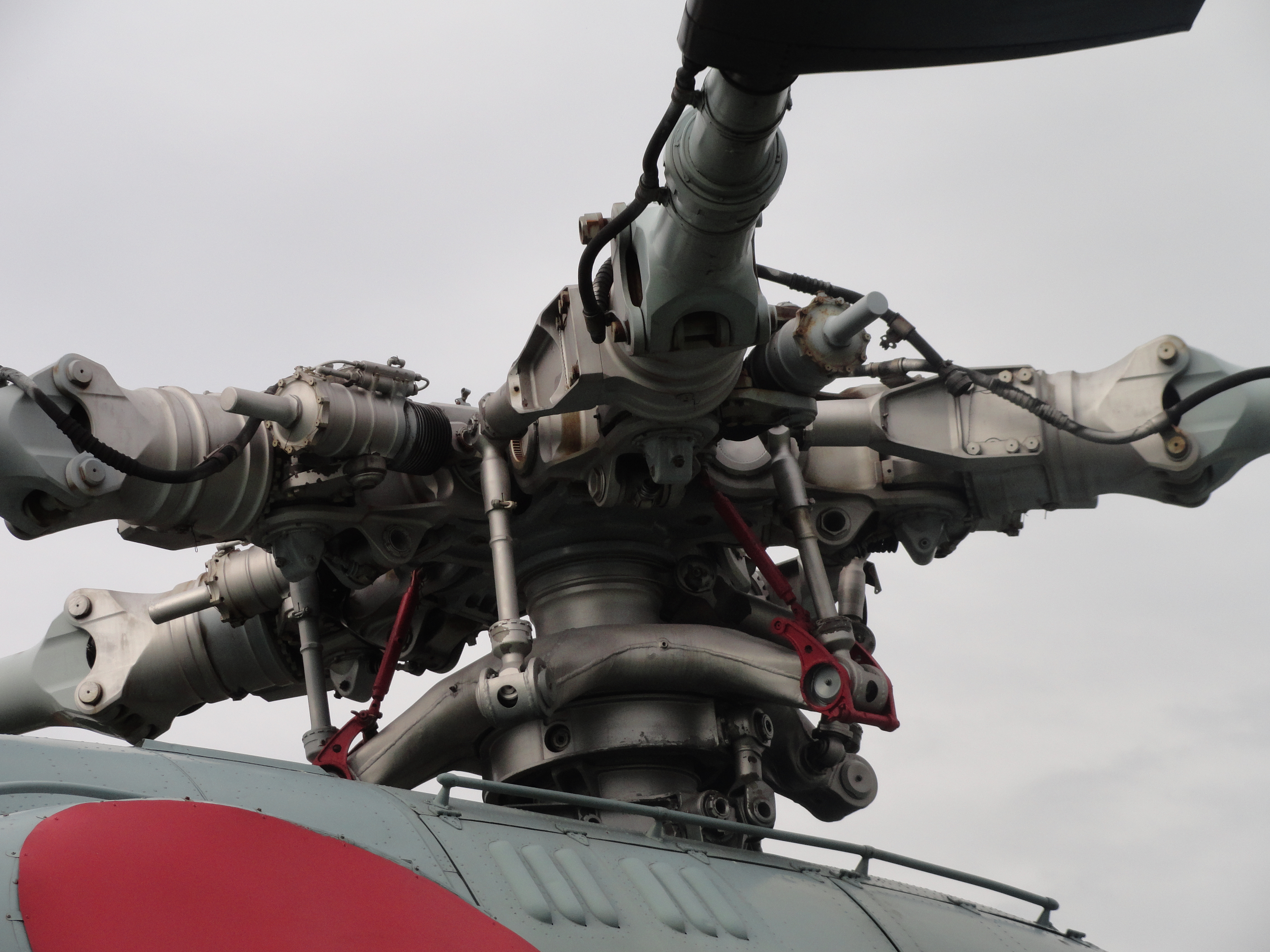
Автомат перекоса вертолёта Ми-6

Автомат перекоса — механизм для управления несущим винтом вертолётов и некоторых конвертопланов. Автомат перекоса обеспечивает управление горизонтальным и вертикальным перемещением вертолёта, а также его наклоном по крену и тангажу; для этого автомат периодически изменяет угол установки каждой лопасти винта в зависимости от того, где лопасть оказывается в определённый момент времени в ходе вращения винта как целого.

## Принцип работы
Каждая из лопастей несущего винта, по сути, представляет собой небольшое крыло, создающее подъёмную силу за счёт набегающего потока воздуха. При этом действующая на лопасть подъёмная сила зависит от ряда факторов, в том числе от скорости движения лопасти относительно воздуха, а также её установочного угла, то есть угла между хордой лопасти и плоскостью вращения винта. Чем больше этот угол, тем большую подъёмную силу обеспечивает лопасть несущего винта. 
В большинстве конструкций обороты несущего винта стараются поддерживать постоянными. В этом случае единственной переменной величиной остаётся установочный угол лопастей. При его одновременном увеличении для всех лопастей (то есть увеличении общего шага винта) суммарно развиваемая ими подъёмная сила увеличивается, а при уменьшении — соответственно уменьшается, что обеспечивает управление движением по вертикали: когда тяга несущего винта превышает действующую на летательный аппарат силу тяжести, он увлекается вверх, и наоборот.
Наклон вертолёта вперёд или назад (по тангажу) и вбок (по крену) достигается созданием разницы подъёмных сил, развиваемых лопастями несущего винта при его вращении в зависимости от того, где находится лопасть в каждый момент времени. 
Так, например, для наклона вертолёта вперёд из-за гироскопической прецессии лопасти несущего винта не меняют установочного угла, проходя над задней частью вертолёта и над передней,  напротив, максимальный и минимальный углы задаются тарелкой перекоса слева и справа или, наоборот, справа и слева, в зависимости от направления вращения винта, что приводит к соответствующему изменению их подъёмных сил. Их разность создаёт момент, заставляющий вертолёт наклониться вперёд.
Подъёмная сила несущего винта приложена к его втулке и только при неподвижном висении может быть рассмотрена как перпендикулярная к его плоскости. Для наклона вертолёта в какую-либо сторону ротор создаёт момент за счёт изменения шага лопастей на разных участках их движения.
Для понимания того, "выравнивает" ли сила тяжести вертолёт, надо понять, относительно какой точки приложены моменты сил, и то, что вертолёт свободно висит в воздухе, не имея неподвижной оси для вращения, наклона и т. п.
В вертолётостроении применяются две конструктивных схемы автомата перекоса: Юрьева и Сикорского. Несмотря на кажущееся различие по внешнему виду и кинематической схеме, принцип действия обеих конструктивных схем одинаков. Циклический шаг каждой лопасти зависит от наклона тарелки автомата перекоса, а общий шаг винта регулируется перемещением тарелки автомата перекоса вдоль оси вращения. Автомат перекоса Сикорского нелегко отличить без сравнительного изображения от автомата перекоса Юрьева по внешнему виду: конструкция Сикорского содержит небольшие дополнительные серволопасти, а у юрьевского автомата перекоса их нет.
Угол установки каждой лопасти управляется через тягу механизма планшайба – стержни, где тяги соединяют плоскость вращения лопастей с вращающейся внутренней тарелкой, которая закреплена на валу ротора и вращается вместе с лопастями, но в плоскости, управляемой невращающейся внешней тарелкой. Внутреннее кольцо (тарелка) закреплено на оси ротора качающим подшипником; внешнее же кольцо заблокировано от прокручивания для передачи через него на внутреннее (и, соответственно – на винт) продольного и/или бокового отклонения угла установки (тангаж / крен). Тарелки скреплены между собой осевым подшипником, позволяющим перемещать внутреннюю тарелку вдоль вала ротора для регулировки общего шага несущего винта.
При отклонении плоскости тарелок (колец) относительно плоскости вращения винта вертолёта угол установки каждой лопасти - в процессе своего кругового движения - меняется тягами, подсоединёнными к внутренней тарелке. Таким образом, тяги смещают угол установки (шаг) каждой лопасти на одинаковое значение в заданной точке пространства.

## История
В России считается, что автомат перекоса изобрёл русский учёный Б. Н. Юрьев в 1911 г., проложив тем самым дорогу для развития вертолётов, так как первые модели без автомата перекоса были способны только к существенно неустойчивому полёту. В свою очередь Сикорский, после своей эмиграции, сделал возможным промышленное применение автомата перекоса.